# لاسلو سوكس
لاسلو سوكس (ولد في 10 أكتوبر 1984)، هو لاعب كرة قدم صالات روماني يلعب حاليا لنادي أودورهيو سيكويس ومنتخب رومانيا لكرة الصالات.

## روابط خارجية
- لاسلو سوكس على موقع الاتحاد الأوربي (الإنجليزية)